# Kapellenweg Engelbergertal
Als Kapellenweg Engelbergertal wird die Schweizer Wanderroute 564 (eine von 269 lokalen Routen) in den Urner Alpen bezeichnet. Sie beginnt und endet in Wolfenschiessen im Schweizer Kanton Nidwalden.
Die Wanderung steht im Zeichen von acht wunderschönen Kapellen und bietet herrliche Blicke aufs Engelbergertal.
Der Rundweg ist 18 Kilometer lang, es sind 1000 Höhenmeter im Auf- und Abstieg zu überwinden und man sollte mit sechs Stunden Wanderzeit rechnen.
Der Start- und Zielpunkt Bahnhof Wolfenschiessen ist mit der Zentralbahn sowie den S 4-Zügen erreichbar.
Man steigt zunächst nach Oberrickenbach und über den Eggeligrat zum Wellenberg, dann geht es am Hang entlang hinunter nach Grafenort (welches zu Obwalden gehört), wo man die Engelberger Aa überquert und auf der orographisch linken Seite talauswärts zurück nach Wolfenschiessen geht.
In Oberrickenbach stößt man auf den Nidwaldner Höhenweg und den Benediktusweg, ab Grafenort läuft man auf gleicher Route wie die Via Sbrinz.

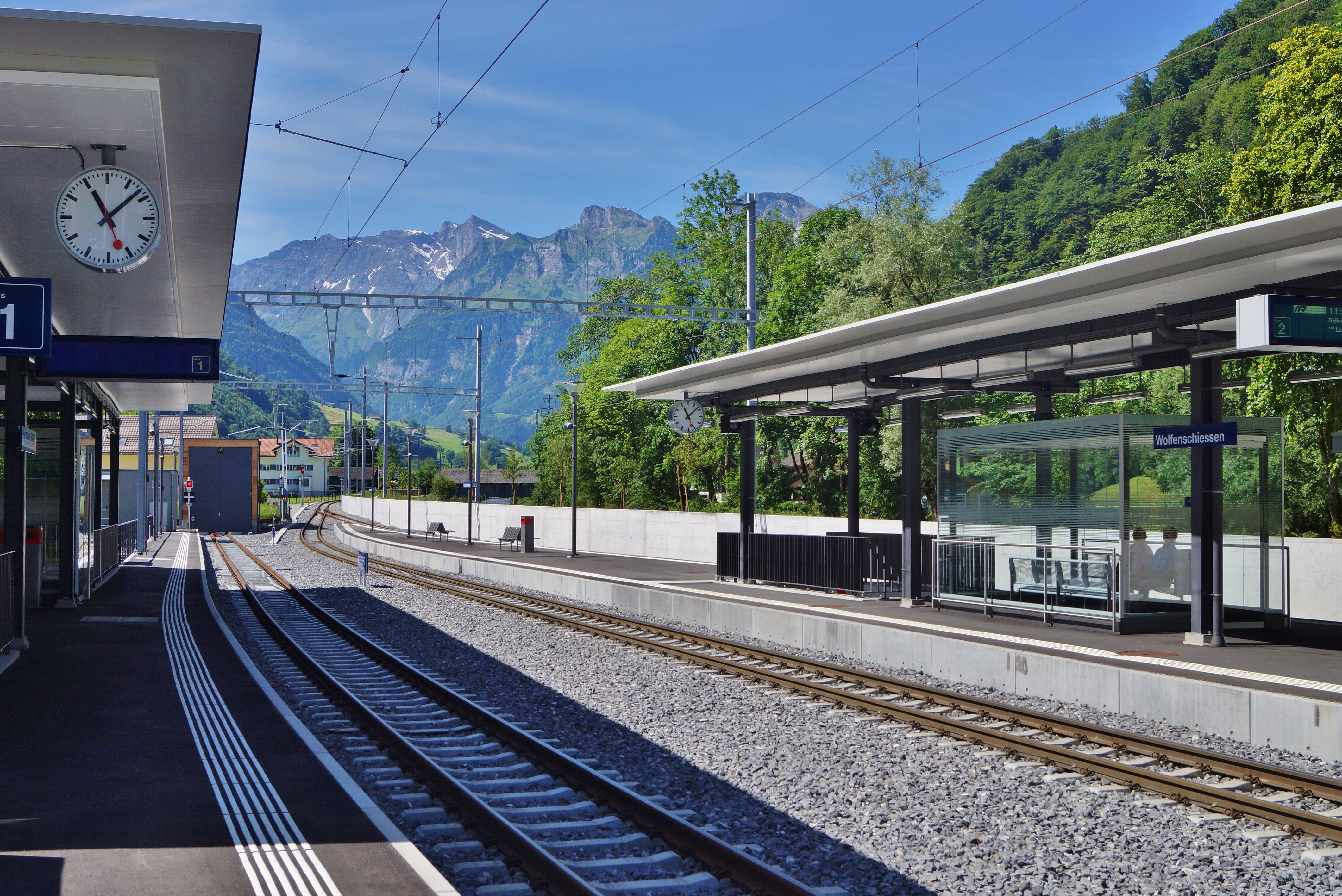
Bahnhof Wolfenschiessen (Start & Ziel).
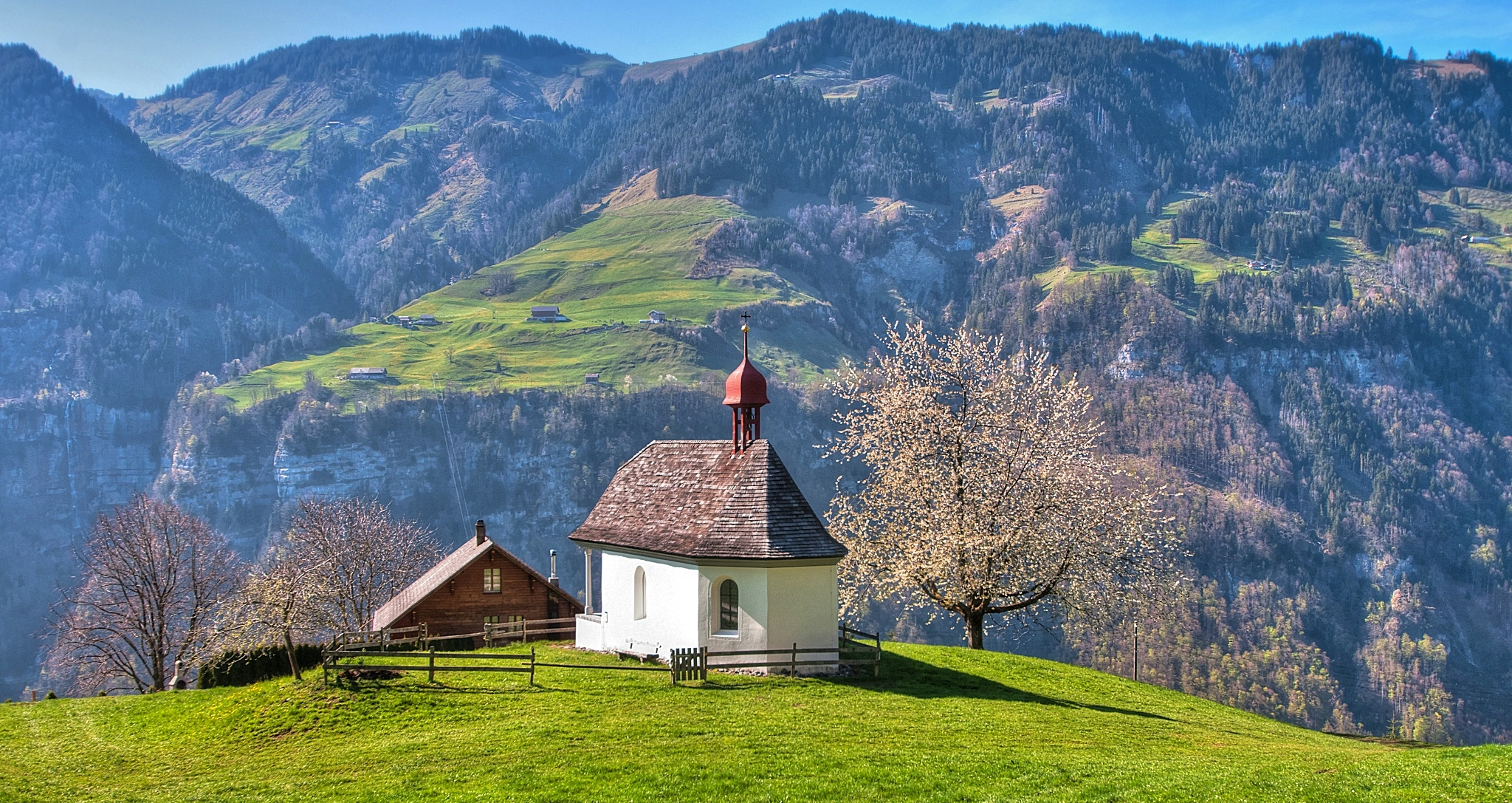
Kapelle Bettelrüti zwischen Wellenberg und Altzellen.

## Nachweise
1. ↑  Alle lokalen Routen bei SchweizMobil.
2. ↑  Lage & Höhe gemäß SwissTopo (Karten der Schweiz).